# Melothria scabra
Melothria scabra е вид пълзящо растение от семейство Тиквови (Cucurbitaceae), отглеждано заради ядливите си плодове, които на размери и вкус приличат на краставица с леко кисел оттенък. Популярните му названия са „миши пъпеш“, „мексиканска кисела краставичка“, „мексиканска мини диня“, cucamelon (от cucumber, краставица и melon, пъпеш) и pepquinos. На размер е 20 пъти по-малко от нормалния размер за пъпеша.
Растението вирее в Мексико и Централна Америка, където се нарича sandiita (малка диня). Смята се, че е било одомашнен вид още отпреди нашествието на испанците.

## Развитие
Първоначално, растението започва да расте бавно, но в крайна сметка при подходящи условия може да достигне височина до около 3 – 3,5 метра. Устойчиво на суша и на вредителите по другите видове краставици.
Подобно на краставицата, растението е еднодомно и дава на един корен едновременно и мъжки, и женски цветове. Цветовете му са малки и жълти, около 4 mm в диаметър. Плодовете се развиват в основата на женския цвят.